# Schlacht bei Schowti Wody
Schowti Wody (1648) – Korsun (1648) – Starokostjantyniw (1648) – Pyljawzi (1648) – Pohost (1648) – Lojew I (1649) – Zahal (1649) – Sbarasch (1649) – Sboriw (1649) – Krasne (1651) – Kopytschynzi (1651) – Berestetschko (1651) – Lojew II (1651) – Bila Zerkwa (1651) – Batoh (1652) – Kamjanez-Podilskyj (1652) – Monastyryschtsche (1653) – Suceava (1653) – Schwanez (1653)
Die Schlacht bei Schowti Wody (ukrainisch Жовті Води, polnisch: Żółte Wody) fand vom 29. April bis zum 16. Mai 1648 statt. Sie war die erste Schlacht des Chmelnyzkyj-Aufstandes zwischen den verbündeten Truppen der Saporoger Kosaken unter Bohdan Chmelnyzkyj und der Krimtataren einerseits und den polnisch-litauischen Truppen unter Stefan Potocki andererseits. Die Schlacht wurde nach dem nahe gelegenen Fluss Schowta benannt, an dem sie, beim heutigen Dorf Schowte 20 km nördlich von Schowti Wody (Ukraine), stattfand.

## Hintergrund

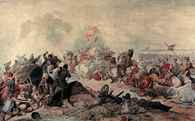
Juliusz Kossak 1855: Der Tod von Stefan Potocki bei Schowti Wody

Aufgrund der wachsenden Repression und Einschränkungen der Rechte der ukrainischen Kosaken durch die polnischen Magnaten begannen diese gegen die Fremdherrschaft zu rebellieren.
Als der polnische Hetman Mikołaj Potocki vom Aufstand der Kosaken erfuhr, zog er, der polnisch-litauischen Streitkraft voran, sofort in die Ukraine, ohne auf Hilfe weiterer Einheiten von Woiwode Jeremi Wiśniowiecki zu warten, um den Aufstand nieder zu werfen.
Er teilte sein Heer in drei Teile, wobei einer dieser Teile, unter dem Kommando von Mikołaj Potockis Sohn Stefan Potocki und Stefan Czarniecki stehend, in die Steppe marschierte.
Stefan Potockis Heeresgruppe bestand zunächst aus etwa dreitausend Soldaten, darunter etwa 1200 registrierte Kosaken.

## Verlauf der Schlacht
Ab dem 27. April fanden erste Scharmützel zwischen der polnischen Vorhut und tatarischen Kundschaftern statt. Am 29. April kam es dann zu ersten größeren Kampfhandlungen zwischen dem polnischen Heer und den Tataren unter Tuhaj Bej.
Von der Anwesenheit der Tataren und der Stärke der gegnerischen Truppen überrascht, zog sich das polnische Heer in ein rasch befestigtes Lager zurück, um auf Hilfe der restlichen Armee zu warten, die jedoch bis zu 200 km entfernt war und nicht mehr in den Verlauf der Geschehnisse eingreifen konnte. Daraufhin erfolgte die Belagerung der polnischen Truppen.
Nachdem die den polnischen Truppen angehörigen registrierten Kosaken zu den Truppen Chmelnyzkyjs überliefen, wurde das restliche polnisch-litauische Heer in einem mehrere Tage dauernden Rückzugsgefecht fast vollständig vernichtet.

## Ausgang
Die Schlacht endete mit einem kompletten Sieg der Kosaken und Tataren über das polnisch-litauische Heer und dem Tod des polnischen Truppenführers Stefan Potocki sowie der Gefangennahme von Stefan Czarniecki. 
Sie hatte politisch und militärisch große Bedeutung, da sie den möglichen Erfolg eines Aufstandes der Kosaken gegen die polnische Herrschaft in Aussicht und die militärische Stärke des Kosakenheeres unter Beweis stellte.

## Sonstiges
Das Minensuchboot der ukrainischen Marine „Tschernihiw (U310)“ hieß von 1997 bis 2004 zur Erinnerung an die Schlacht „Schowti Wody“.

## Bildergalerie

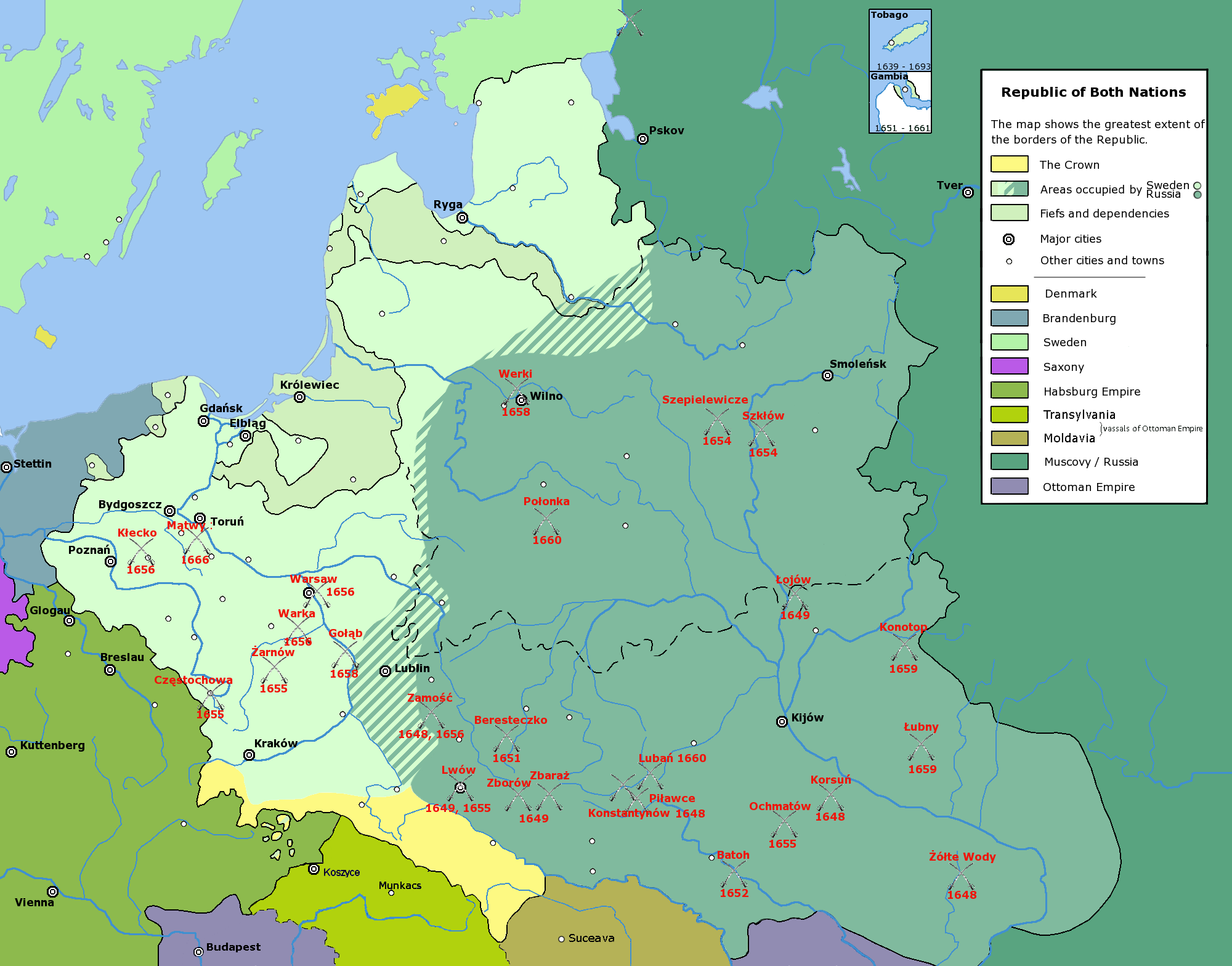
Schlachten des Chmelnyzkyj-Aufstandes. Im Südosten die Schlacht bei Schowti Wody
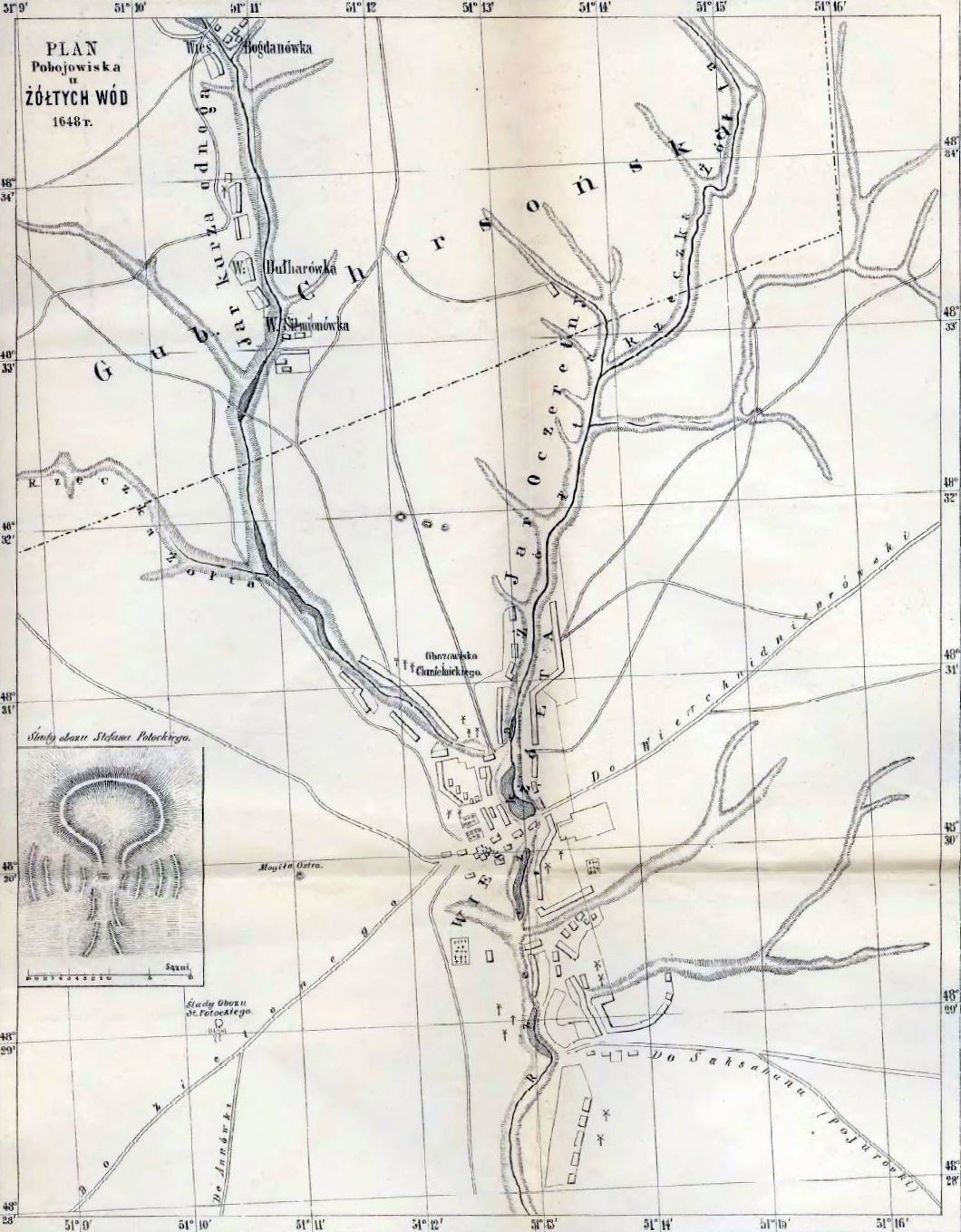
Schlachtort im Jahre 1878
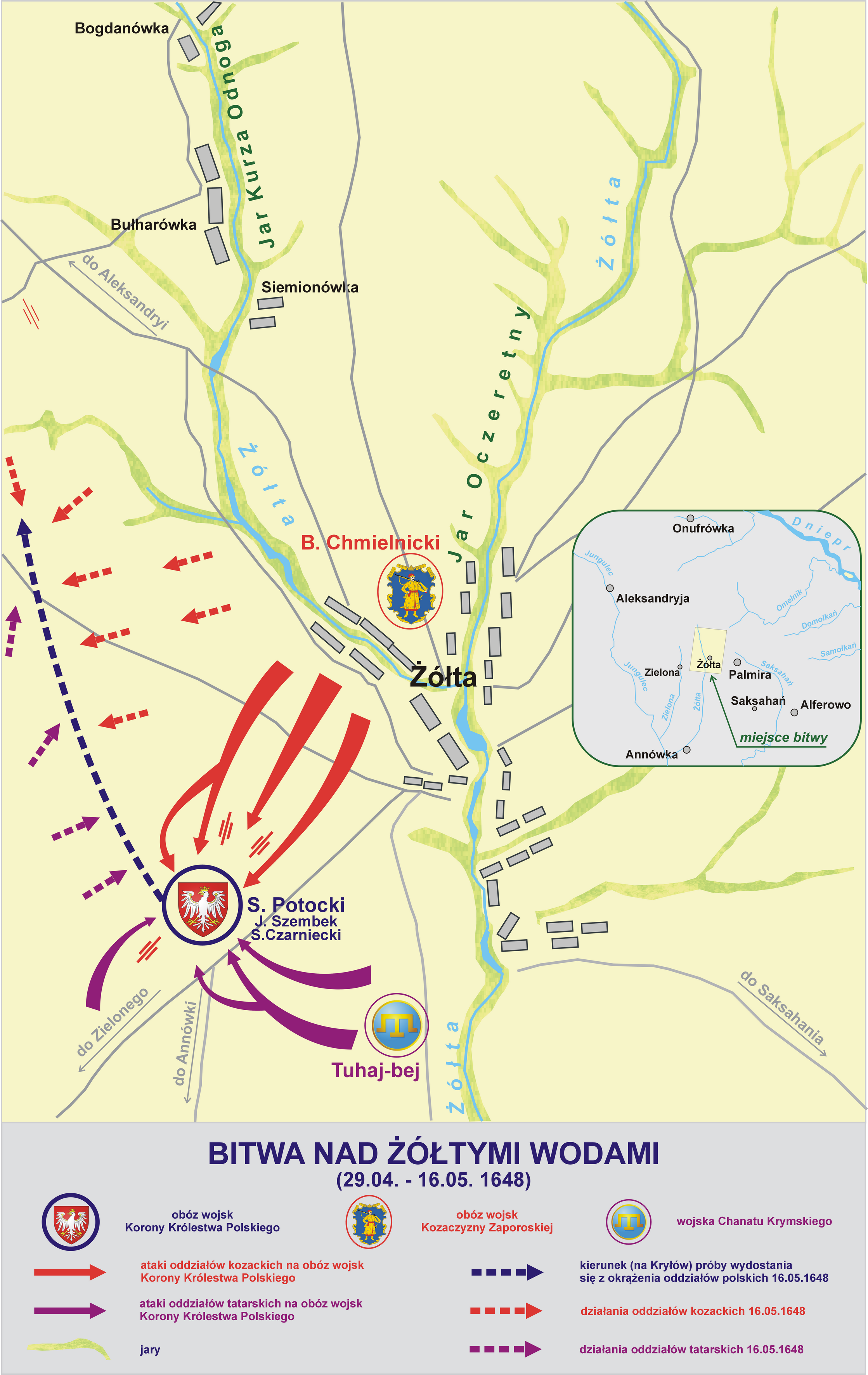
Schlachtverlauf
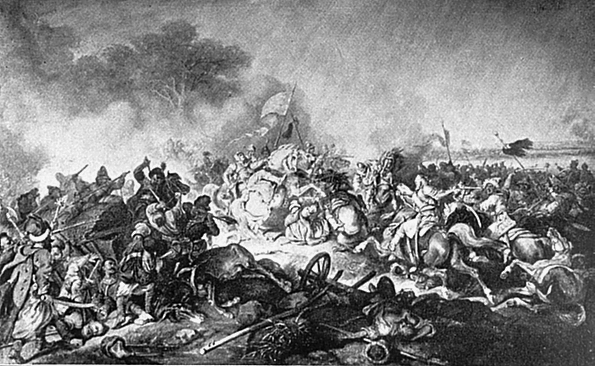
Juliusz Kossak 1855: Der Tod von Stefan Potocki bei Schowti Wody
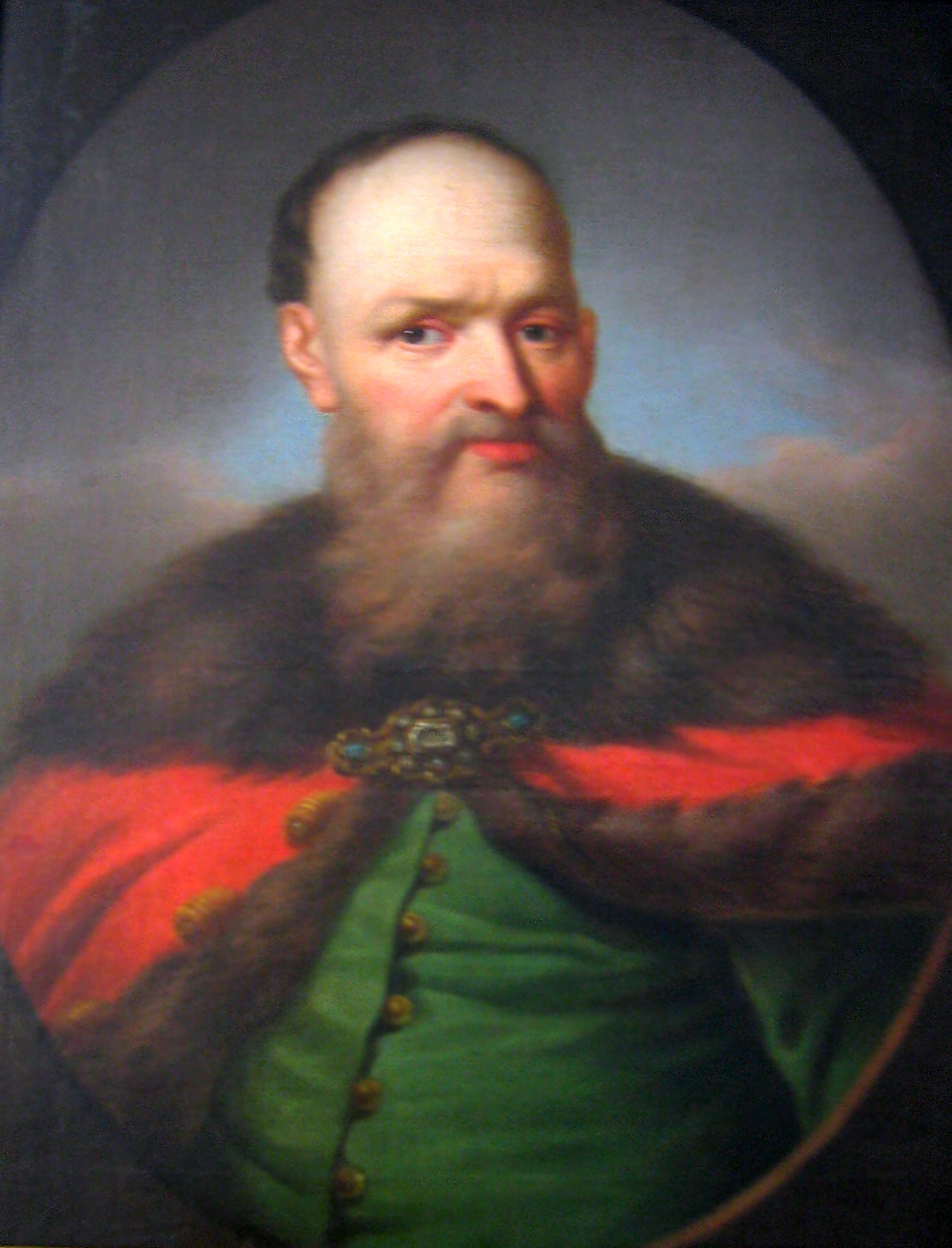
Stefan Czarniecki, einer der Befehlshaber des poln.-lit. Heeres
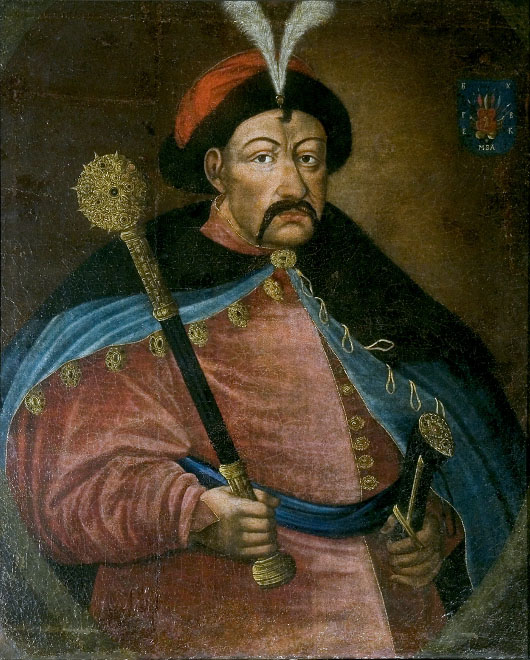
Bohdan Chmelnyzkyj, Befehlshaber der Kosaken
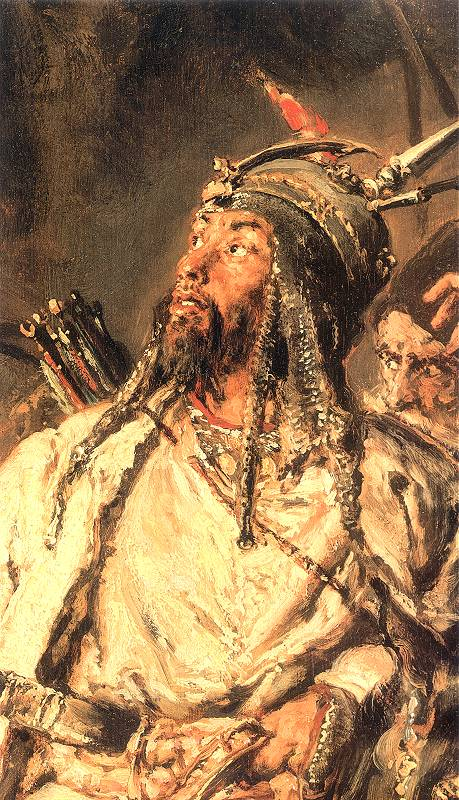
Tuhaj Bej, Befehlshaber der Tataren
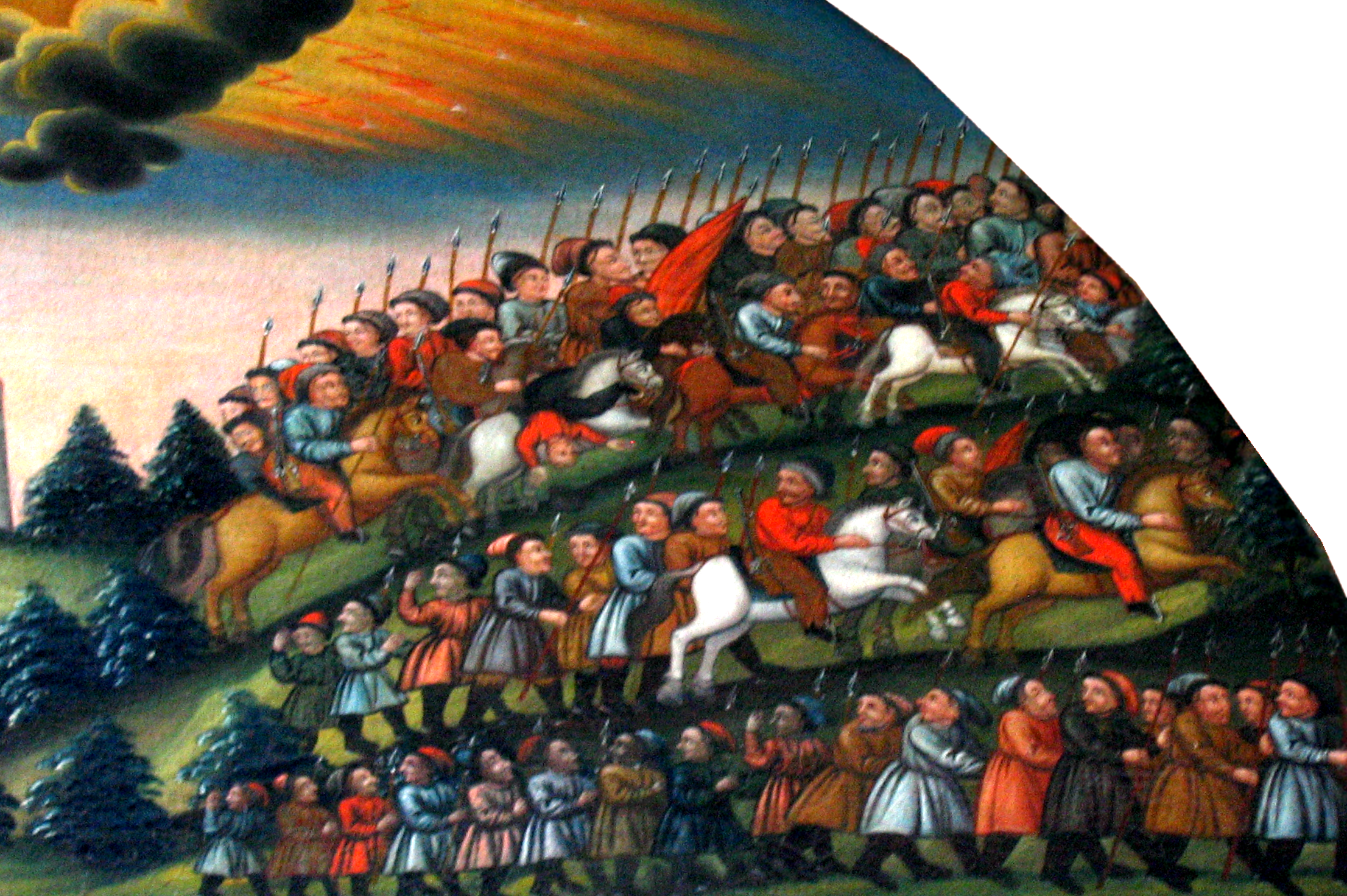
Kosaken-Armee 1648